# Apácaszakállas

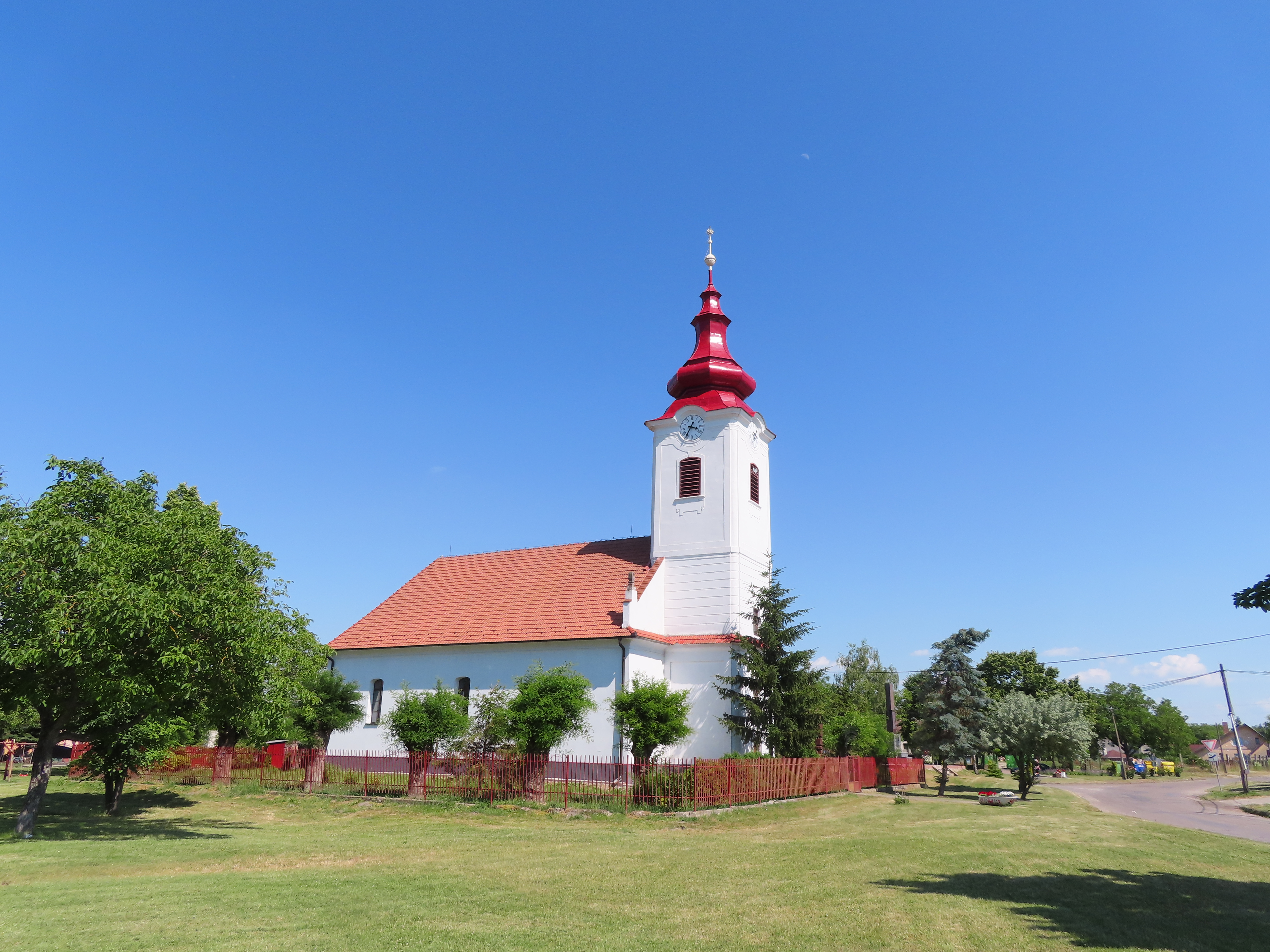
Az apácaszakállasi református templom

Apácaszakállas (szlovákul Opatovský Sokolec) Ekecs község településrésze, 1976 előtt önálló község Szlovákiában, a Nagyszombati kerületben, a Dunaszerdahelyi járásban.

## Fekvése
Nagymegyertől 6 km-re északkeletre fekszik. Csaknem teljesen egybeépült Ekeccsel, határában halad a Komáromi-főcsatorna. Apácaszakállas Ekecs két kataszteri területének egyike, területe 26,01 km². Az Ekecshez tartozó puszták közül kataszterileg Apácaszakállashoz Nagyszeg-puszta és Gólyás tartozik.

## Története

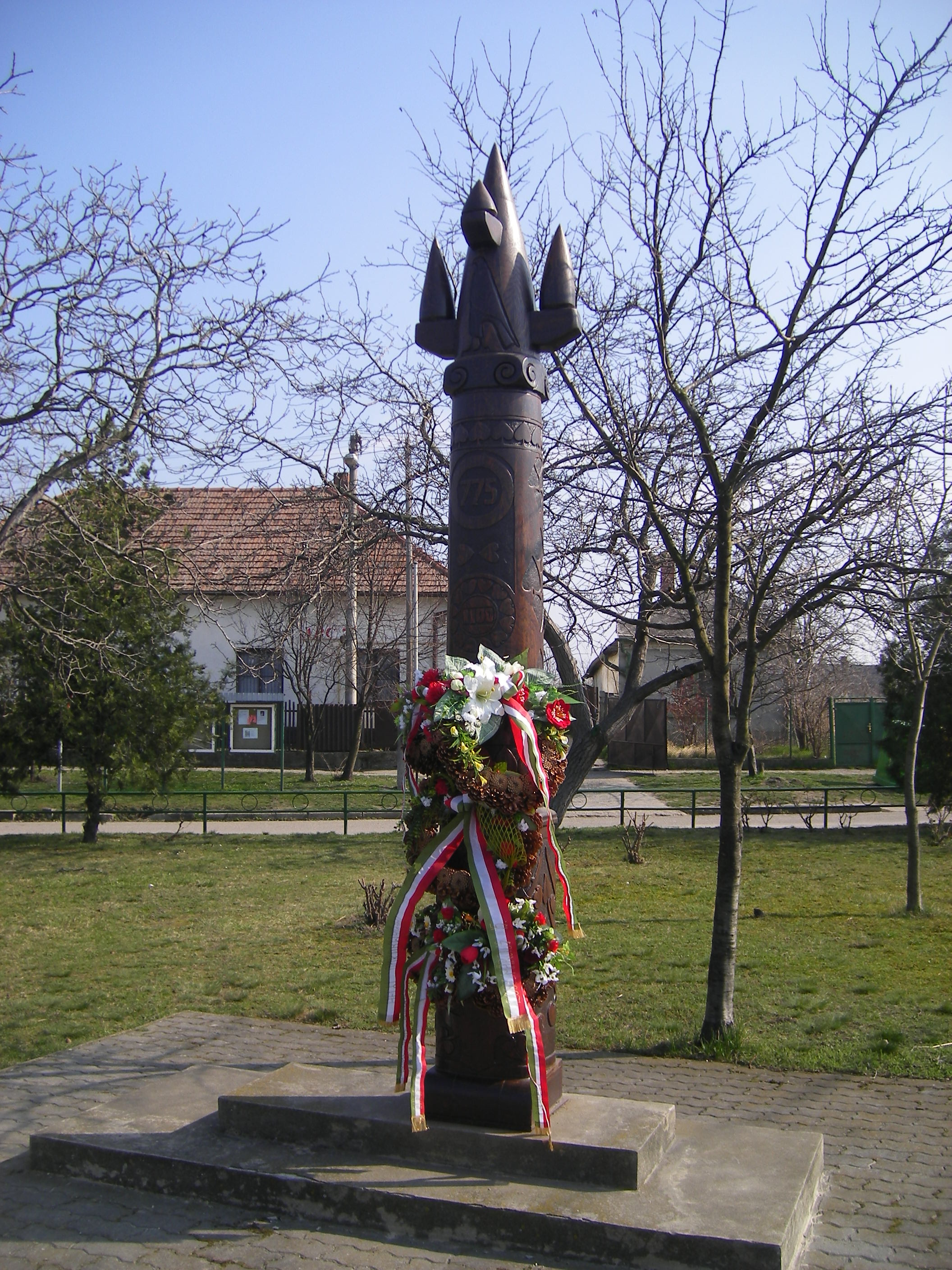
Kopjafa Apácaszakállason

A község területén már az avar korban is település volt, ezt bizonyítják az itt előkerült avar temető leletei. A falut 1221-ben említi először oklevél. 1262-ben IV. Béla király leányának, Margitnak kérelmére a Vágközi Zalonta Zakalust, mely község az oklevél szerint a Challó és a Vág folyók között fekszik, a nyúlszigeti apácakolostornak adományozza. Ezt az adományt Erzsébet királyné 1267-ben kelt oklevelében megerősíti. 1347-ben vámszedőhely volt, a gróf milványi Cseszneky család és más nemesi családok birtoka, majd a 17. században a pannonhalmi apátságé. Ezután a pozsonyi klarisszáké, majd feloszlatásuk után a kincstártól az Eszterházy család vásárolta meg. Lakói a 16. században reformátusok lettek és ezt annak ellenére is megtartották, hogy sokáig katolikus fennhatóság alatt álltak. 1787-ben a községben 87 ház volt 657 lakossal, 1828-ban pedig 140 ház 953 lakossal.
Fényes Elek Komárom vármegye leírása című munkájában (1848) így ír a faluról: Apácza-Szakálas, magyar falu, fekszik Komáromhoz északnyugotra 4 mfldnyire a Pozsonba vezető országúton. Legszélső s felső helysége Komárom megye csalóközi járásának, Pozson megyével azonban még sem határos, mivel az alábbeső Ekecs helységnek Apácza- Szakálas felett nyulik-el határa, s ez határos Pozson megyével, a szakálasi határ pedig Ekecstől s Apácza - Szakálas helységétől északkeletre, vagyis a vágh-dunai rétség felé esik. Apácza nevét vette a helység hajdani birtokossaitól a pozsoni sz. Klára-szüzektől. Határa 4839 8/16 részhold földből áll. Se közt szántóföld 1323 h., kaszáló 1564 h., legelő 1791 h. mocsáros térség 100 h., belső telkek és kertek 59 hold, A most leírt határokból ismét úrbéri szántóföld 341 hold, rét 291 hold, legelő 378 hold. Az Öllős nemescsalád curiája tészen 230 holdat, a többi gróf Eszterházy Vinczéné született herczeg Lichtenstein Sófia asszonyságé, kinek itt szép majorsága van. Földe igen jó, mindennemű gabonát, u. m. tiszta búzát, kukoriczát, burgonyát, czúkorrépát. Pozson megyéből jövő vize Folyó név alatt, melly hallal bővelkedik, vizét télen és tavasszal kapja a pozsonmegyei fakadás és forrásos helyekről, sehol Pozson megyének kieresztője nem lévén; vize a komárommegyei Csaló közt, ezen folyóéren önti-el, melly több tavakat képez. Az állattenyésztés jókarban van, ha a gyakori vizes évek nem .rontanák, mint más csalóközi helységeket, — ámbár Apácza-Szakálas emelkedettebb helyen van, mint a többi helységek, — különösen az uraság gazdasága jó lábon áll, van gulyája, ménest most állít, 3000 darab tenyésztő birkái jófajúak. A lakosok száma 731, ebből 139 r. kath., 560 reform., 20 zsidó, nemes családfő 106, czigány 36. Egész jobbágytelek 25 számláltatok, mellyet 23 jobbágy mivel, úrbéri zsellér van 28, curiális zsellér 40, kereskedő 5 (zsidók), kézmíves 10, u. m, 1 kovács egy inassal, 3 szabó, 3 csizmadia, 1 kőmíves: 1 bognár, 3 takács. Nevezetesb épületei: a reformátusok temploma, kiknek itt papjuk és iskolájok van; az uraság tisztilaka, magtára, s egy olajütője, melly 2000 fr. jövedelmet hajt évenkint. Földesura: gróf Eszterházy Vinczénő; ezenkívül curiális birtokosok Öllős és Végh családbeliek.
A 20. század elején az Esterházy-birtokokat megvásároló Diószegi Cukorgyár katolikus vallású napszámosokat telepített a faluba. Lakói főként földműveléssel, állattartással foglalkoztak. A trianoni békeszerződésig Komárom vármegye Csallóközi járásához tartozott, majd Csehszlovákia része lett. 1938 és 1945 között ismét Magyarországhoz tartozott. 1976-ban Ekecshez csatolták.

## Népessége
1910-ben 975 lakosából 970 magyar, 2 szlovák, 1 német és 2 egyéb nemzetiségű volt.
2001-ben Ekecs 3804 lakosából 3520 magyar és 231 szlovák volt, ebből Apácaszakállason 1117-en éltek.

## Nevezetességei

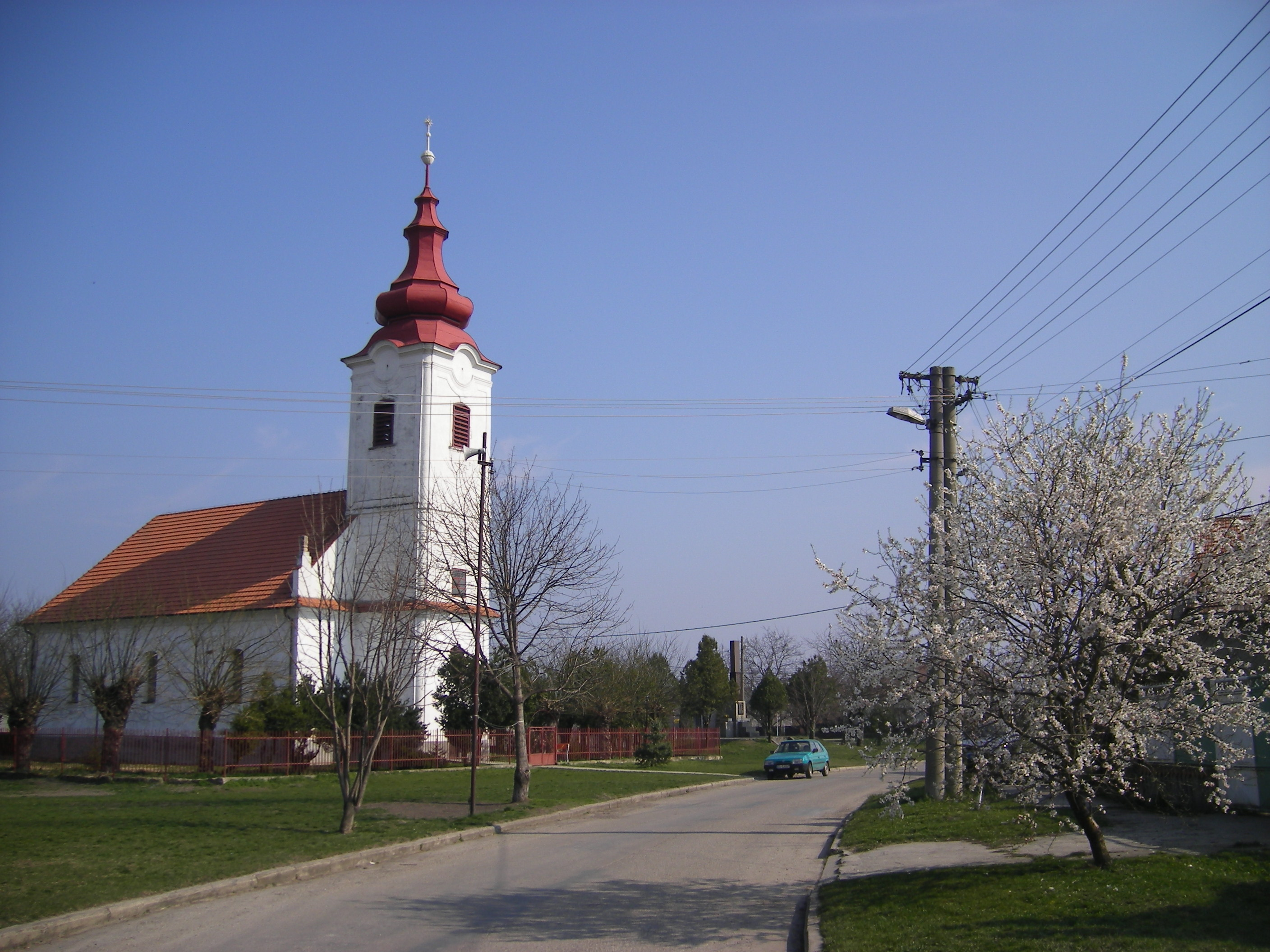
Az apácaszakállasi református templom
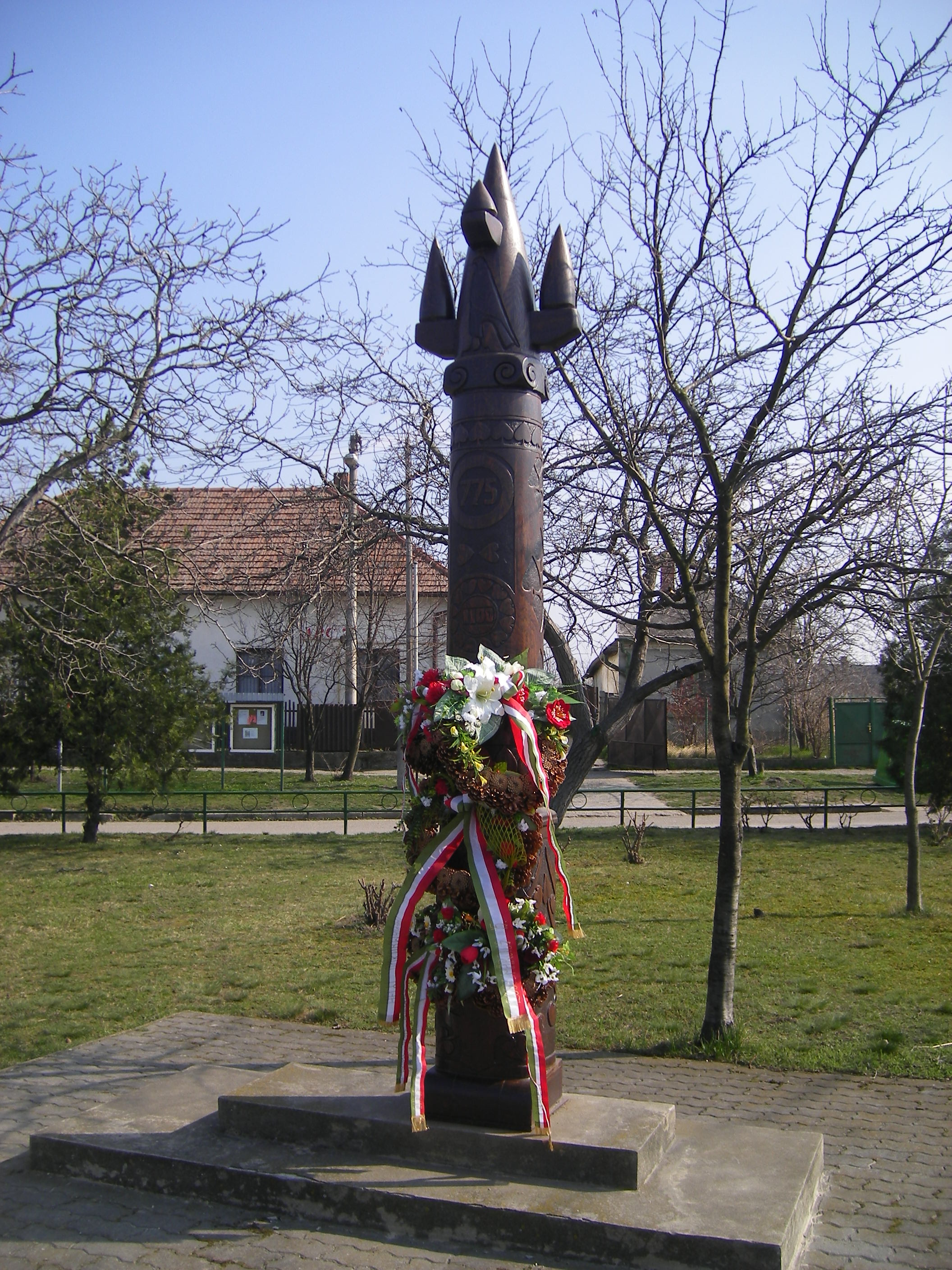

- Református temploma 1784-ben épült klasszicista stílusban, tornyát 1804-ben építették hozzá.
- Késő klasszicista kastélya (jelenleg szociális otthon) a 19. század végén épült, értékes park tartozik hozzá.
- A templom előtti téren álló kopjafát Lipcsey György készítette.

## Lásd még
- Ekecs